# Koluchové z Vesce
Koluchové z Vesce (v pramenech též Kolluch, Kolloch někdy i Kolúch) jsou původem česko-moravský nižší šlechtický rod. V období pozdního středověku patřili k vladyckému stavu, později k rytířskému.

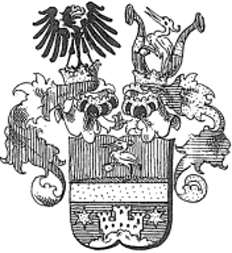
Erb z roku 1769

## Historie
Rod Koluchů má české kořeny a je doložena jeho aktivní účast na husitském hnutí. Z Rožmberské popravčí knihy přelomu 14. a 15. století se dozvídáme o působnosti Jana Kolucha z Pňové Lohoty a jeho syna Janka v lapkovské skupině Matěje vůdce. Jednalo se o skupinu zchudlých zemanů, kteří škodili Rožmberkům. Jan Koluch z Vesce se stal za velení vojevůdce Žižky z Trocnova husitským hejtmanem a jeho činnost je doložena převážně v severních Čechách. Roku 1429 koupil strážný hrad Falkenburg (ve středověkých pramenech uváděný jako Falkenberg) ležící v Lužických horách, který společně s dalším hradem Krutzenburg tvořil oporu jeho kořistnickým výpravám do Horní Lužice. Do jeho vlastnictví se počítalo držení dnes zaniklé obce Křída (Kridai) a domu na Starém Městě pražském. V září 1432 zpustošil okolí hornolužické Žitavy, samotné město se muselo vykoupit. Po bitvě u Lipan Jan Koluch z Vesce odmítl přijmout posly císaře Zikmunda na svém hradě Falkenburg, který proto hrad přikázal dobýt. Výprava se ovšem nikdy neuskutečnila, neboť roku 1437 hrad vyhořel - je to považováno za Janův trik pro odvrácení boje.
V průběhu přesunů obyvatelstva z důvodu sociálních, hospodářských, kulturních a náboženských přeměn se rod v 16. století dostal na Moravu. 20. ledna 1769 byl povýšen Sebastian Michael, jenž byl brněnským Ringsmannem, do rytířského stavu. Rod byl doložen na jihovýchodní Moravě.
Byli v příbuzenském vztahu s patricijským rodem Olbramovců a pány z Vlašimi a Jenštejna.

## Popis erbu
Štít skrz břevno rozdělen na dvě poloviny. Na vrchním červeném poli stojí ostražitý jeřáb na zelené zemi, na spodním modrém poli stříbrný hrad na stříbrném pahorku, doplněný o dvě šestiúhelníkovité zlaté hvězdy. Dvě turnajské přilby se zlatými korunami a doplněné o dva klenoty. Na první se nachází moravská orlice se stříbro-červenými přikryvadly. Na druhé jeřáb uprostřed červeno-zlatě-modře členěných parohů s modro-zlatými přikryvadly.